# P/2019 S3 (PANSTARRS)
P/2019 S3 (PANSTARRS) — короткоперіодична комета із сім'ї Юпітера. Абсолютна величина комети разом з комою становить 17.9m.

## Історія
Комета відкрита 25 вересня 2019 року. Була 20.7m на момент відкриття. У час відкриття об'єкт мав хвіст 8", який простягався на захід